# 鲍沟镇
鲍沟镇，是中华人民共和国山東省枣庄市滕州市下辖的一个乡镇级行政单位。

## 行政区划
鲍沟镇下辖以下地区：
鲍沟东村、鲍沟西村、鲍沟中村、鲍沟北村、大杨楼村、薛岩前村、薛岩中村、薛岩后村、圈里村、前皇甫村、华庄村、西宁村、东宁村、侯楼村、东皇甫村、中皇甫村、西皇甫村、杨村、坝窝后村、坝窝前村、北朱庄村、刘坡东村、刘坡西村、吕坡村、马口村、西石庙村、中石庙村、东石庙村、西宋庄村、徐村、前汉宫村、后汉宫村、丛屯村、于仓村、甄洼村、兴刘庄村、邢庄村、前鞋城村、后鞋城村、赵泉楼村、官庄村、邢寨村、关村、三清阁村、褚村、张村、杨庄村、卜庙村、大刘庄村、郝寨村、闫庙村、琉璃庙村、郝庄村、谭庄村、张庄村、姜店村、吴庄村、河涯村、孙岗村、裴楼村、大李楼村、闵楼村、西荆林村、东荆林村、南朱庄村和西磨庄村。

## 人口
2010年中国第六次人口普查时，鲍沟镇共有人口81019人。共有家庭22108户，平均每户3.55人。14岁以下的少年儿童共11567人，占总人口14.27%；15-64岁人口共61508人，占总人口75.91%；65岁及以上的老年人共7944人，占总人口的9.805%。男性共计42607人，占总人口52.58%；女性共计38412，占总人口47.41%。本地居住的人口中，拥有本地户籍的人口为79323人，占97.90%。